# Cryphia forsteri
Cryphia forsteri är en fjärilsart som beskrevs av Brandt 1941. Cryphia forsteri ingår i släktet Cryphia och familjen nattflyn. Inga underarter finns listade i Catalogue of Life.